# Pseudoxyomus rubescens
Pseudoxyomus rubescens is een keversoort uit de familie bladsprietkevers (Scarabaeidae). De wetenschappelijke naam van de soort is voor het eerst geldig gepubliceerd in 1962 door Petrovitz.